# Maurice Costello
Maurice Costello (Pittsburgh, Pennsylvania, 1877. február 22. – Hollywood, Kalifornia, 1950. október 29.) amerikai színész, filmrendező, forgatókönyvíró.

## Életpályája
1906-tól filmezett az Edison vállalatnál, majd a Vitagraph-nál. 1913. november 23-án letartóztatták, mert verte a feleségét, Mae-t. 1913. november 25-én elismerte, hogy megverte a feleségét, amikor ittas volt. 1960-ban csillagot kapott a Hollywood Walk of Fame-en.
Első sikereit a színpadon aratta. A néma korszak első éveinek ünnepelt hősszerelmese volt, aki igen sok parádés Shakespeare-szerepet is alakított. Felfogását realista törekvések jellemezték. Néhány esetben mint filmrendező dolgozott.

## Családja
Szülei: Thomas Costello (1852-?) és Ellen Fitzgerald (1853-) voltak. 1902–1927 között Mae Costello (1882–1929) amerikai színésznő volt a párja. Két lányuk született: Dolores Costello (1903–1979) és Helene Costello (1906–1957); mindketten színésznők lettek. John Drew Barrymore (1932–2004) nagyapja volt. 1939–1941 között Ruth Reeves volt a felesége. Drew Barrymore (1975) dédapja volt.

## Filmszerepei
- Salome (1908)
- III. Richárd (1908)
- Antonius és Cleopatra (1908)
- Julius Caesar (1908)
- A velencei kalmár (The Merchant of Venice) (1908)
- Saul és Dávid (1909)
- Lear király (1909)
- Ruy Blas (1909)
- A nyomorultak (1909)
- Elektra (1910)
- Becket (1910)
- Az ő hőse (Her Hero) (1911)
- A muskátli (The Geranium) (1911)
- Aunty regénye (Aunty's Romance) (1912) (forgatókönyvíró is)
- Ahogy tetszik (As You Like It) (1912)
- Szélsőségesek (Extremities) (1913) (filmrendező is)
- Házassági manőverek (Matrimonial Manoeuvres) (1913) (filmrendező is)
- A hindu igézet (The Hindoo Charm) (1913) (filmrendező is)
- Mr. Barnes New Yorkból (Mr. Barnes of New York) (1914) (filmrendező is)
- Dorothy (1915)
- A kapitány kapitánya (The Captain's Captain) (1919)
- A köd határa (Fog Bound) (1923)
- Camille (1926)
- Hollywood Boulevard (1936)
- Becsületből elégtelen (1939)
- Mégis szép az élet (1939)
- Az alvilág alkonya (1939)
- Egy kis darab az égből (A Little Bit of Heaven) (1940)
- Hét tenger ördöge (1940)
- Mindennek a férj az oka (1940)
- A louisianai hölgy (Lady from Louisiana) (1941)
- Arat a vihar (1942)
- Az üvegkulcs (1942)

## További információ
- Maurice Costello az Internet Movie Database-ben (angolul)
- Maurice Costello a Rotten Tomatoeson (angolul)